# Gevrey-Chambertin
Gevrey-Chambertin é uma comuna francesa na região administrativa da Borgonha-Franco-Condado, no departamento de Côte-d'Or. Estende-se por uma área de 24,78 km². Em 2010 a comuna tinha 3 091 habitantes (densidade: 124,7 hab./km²).